# Jugovci
Jugovci (en serbe cyrillique : Југовци) est un village de Bosnie-Herzégovine. Il est situé sur le territoire de la ville de Prijedor et dans la république serbe de Bosnie. Selon les premiers résultats du recensement bosnien de 2013, il compte 341 habitants.

## Géographie
Le territoire est traversé par la rivière Čemernica et bordé par la rivière Ljubija, deux affluents de la Bosna.

## Démographie

### Évolution historique de la population dans la localité
| 1948 | 1953 | 1961 | 1971 | 1981 | 1991 | 2013 |
| ---- | ---- | ---- | ---- | ---- | ---- | ---- |
| -    | -    | 528  | 582  | 586  | 540  | 341  |

|  |